# Karol Musioł (inżynier)
Karol Musioł (ur. 31 sierpnia 1892, zm. 5 marca 1967 w Katowicach) – polski inżynier, dyrektor kopalń.
Ukończył studia z tytułem magistra i inżyniera. Uzyskał tytuł dyrektora górniczego II stopnia. Był zawiadowcą i dyrektorem kopalń „Krystyna”, „Siersza”, „Eugeniusz”, „Wacław”. Był generalnym projektantem Biura Projektów Przemysłu Węglowego w Katowicach.
Zmarł 5 marca 1967 w Katowicach. Został pochowany na Cmentarzu Komunalnym w Cieszynie 8 marca 1967.
Był odznaczony Krzyżem Oficerskim Orderu Odrodzenia Polski, Srebrnym Krzyżem Zasługi.